# Nikolaus Osterroth

Nikolaus Osterroth

Nikolaus Osterroth (* 16. Februar 1875 in Hettenleidelheim; † 19. September 1933 in Werder/Havel oder in Paris) war ein sozialdemokratischer Abgeordneter der Nationalversammlung von 1919.

## Leben und Wirken
Nach dem Besuch der Volksschule in Hettenleidelheim begann Osterroth, dessen Vater Metzger war, im Alter von 14 Jahren als Bergmann im Tonbergbau zu arbeiten. Diese Arbeit führte er – mit einer kurzen Unterbrechung durch seinen Militärdienst beim 18. bayerischen Infanterie-Regiment von 1895 bis 1897, bis zum Jahr 1902 aus.
Am 28. August 1899 heiratete Nikolaus Osterroth Elisabeth Humm aus Eisenberg (Pfalz). Quelle Standesamtsakten Eisenberg.
In den Jahren 1902 bis 1907 war er als Lagerhalter eines Konsumvereins tätig. In dieser Zeit arbeitete Nikolaus Osterroth bereits als Parteisekretär der SPD und Redakteur der Parteizeitung „Saarwacht“ in Saarbrücken. Es war Vorsitzender der Parteigruppe Saarbrücken-St. Johann.
Von 1907 bis 1913 war er als Arbeitersekretär in Waldenburg/Schlesien tätig, im Jahr 1910 übernahm er den Vorsitz der SPD Waldenburg, den er bis 1923 innehatte. Nikolaus Osterroth gründete 1911 die Zeitung Schlesische Bergwacht als „Organ für den niederschlesischen Industriebezirk“ in Waldenburg. Die letzte Ausgabe erschien 1933. Im Jahr 1913 übertrug man ihm die Aufgabe als Bezirksleiter des Bergarbeiterverbandes in Hamm/Westfalen. Am Ersten Weltkrieg nahm Osterroth von 1915 bis 1917 als Landsturmmann an der Ostfront teil. In Hamm wurde er Stadtverordneter und Vorsitzender der dortigen SPD-Wahlkreisorganisation. Im Jahr 1918 übernahm er auch den Vorsitz des Arbeiter- und Soldatenrates in Hamm.
In den Jahren 1919 bis 1920 war Nikolaus Osterroth Mitglied der Weimarer Nationalversammlung. 1921 bis 1933 war er als Mitglied des preußischen Landtags tätig. Von 1919 bis 1923 wurde er Bergbaureferent im Reichswirtschaftsministerium. Ab dem Jahr 1922 übernahm er die Aufgabe eines Referenten auch im Reichsarbeitsministerium.
Von 1924 bis 1933 war er stellvertretendes Vorstandsmitglied und sozialpolitischer Direktor der Preußischen Bergwerks- und Hütten-AG (Preussag) in Werder/Havel und Aufsichtsratsmitglied zweier anderer Bergbauunternehmen. Dort war er auch Stadtverordneter. Den Posten eines Sozialdirektors wurde hier erstmals eingeführt. Nikolaus Osterroth sah seine Aufgabe darin, das neue Unternehmen Preussag innerlich zusammenzuhalten.

„In der neuen Betriebsform (der Preussag, Anm.) wird sich ein Geist entwickeln, in dem auch die Beamten sich heimisch und nicht als Fremdkörper fühlen werden. Das Personal wird sich, glaube ich, zusammenschließen lassen zu einem gemeinschaftlichen Familiengeist, in dem sich jeder als Treuhänder des ihm anvertrauten Gutes fühlt.“

Nikolaus Osterroth starb am 19. September 1933 in Werder/Havel. Nach anderen Angaben ist der Sterbeort Paris: „Nahm sich im Pariser Exil 1933 zusammen mit seiner Frau das Leben.“

## Veröffentlichungen
- Ein verelendendes Bergrevier. In: Die Neue Zeit. Wochenschrift der deutschen Sozialdemokratie. 31. Jg.  1912–1913, 2. Band (1913), Heft 30, S. 133–143. Digitalisat
- Was können wir sozialisieren? Zur Sozialisierung des Braunkohlenbergbaues. In: Die Neue Zeit. Wochenschrift der deutschen Sozialdemokratie. 37. Jg. 2. Band 1918/1919. Heft 22, S. 511–517. Digitalisat
- Profit- oder Bedarfswirtschaft. In: Die Neue Zeit. Wochenschrift der deutschen Sozialdemokratie. 38. Jg., 1919–1920, 1. Band (1919), Heft 12, S. 263–268. Digitalisat
- Das Betriebsrätegesetz und die Sozialdemokratie. Zwei Reden der Abgeordneten Bender und Osterroth zur 2. und 3. Lesung des Gesetzes. Sozialdemokratische Partei, Bezirkssekretariat, Frankfurt am Main 1920.
- Vom Beter zum Kämpfer. Verlag Buchhandlung Vorwärts, Berlin 1920.
  - Vom Beter zum Kämpfer. Mit einer Einleitung von Hans J. Schütz. J. H.W. Dietz Nachf., Berlin, Bonn 1980.
- Selbsthilfe durch Ausnutzung der Kaufkraft des Lohnes. Eine volkswirtschaftliche Plauderei Selbsthilfe!. Vorwärts. Druckerei und Verlag, Berlin 1920.
- Der Kampf um Oberschlesien. In: Die Neue Zeit. 38. Jg. 1919–1920, 2. Band (1920), Heft 23, S. 529–534. Digitalisat
- Wie ich in der Schule Polizeichef war. In: Arbeiter-Jugend. 1920, S. 62–63.Digitalisat
- Der Streit um die Arbeitsgemeinschaften. Hrsg. von „Aufbau und Werden“, Gesellschaft für praktische Volksaufklärung. Der Firn, Berlin 1921.
- Otto Hue. Ein Lebensbild für seine Freunde. Hrsg. vom Vorstand des Verbandes der Bergarbeiter Deutschlands. Druck H. Hannsmann & Co., Bochum 1922. Digitalisat
- Der unanständige Löwe und andere Lausbubengeschichten. Mit Zeichnungen von Heiner Dikreiter. Drei Zinnen Verlag, Würzburg 1922. Kinderbuch
- Der deutsche Arbeiter und der Ruhreinfall. Verlag für Politik und Wirtschaft, Berlin 1923.
  - The german Worker and the Ruhr invasion. Verlag für Politik und Wirtschaft, Berlin 1923.
  - L' ouvrier allemand et l'invasion de la Ruhr Verlag für Politik und Wirtschaft, Berlin 1923.